# Leguignon guérisseur
Ne doit pas être confondu avec Monsieur Leguignon lampiste.
Pour plus de détails, voir Fiche technique et Distribution.
Leguignon Guérisseur est un film français de Maurice Labro réalisé en 1954. Il s'agit de la suite de Monsieur Leguignon lampiste (1952).

## Synopsis
Un nommé Leguignon se découvre, presque par inadvertance, le don de guérir et il devient rapidement un magnétiseur réputé. Ses multiples guérisons lui valent l'inimitié du médecin de la ville, du pharmacien et de quelques héritiers potentiels, frustrés par le soudain rajeunissement d'un vieil oncle.
Cette coalition d'intérêts va conduire Leguignon en correctionnelle puis en prison pour une quinzaine de jours. Ulcéré, il se promet de ne plus soigner, mais les malades et des comploteurs ne le laissent pas en repos.
Il échappe à une manœuvre des héritiers potentiels du vieil oncle tendant à lui faire perdre son don en le jetant dans les bras d'une charmante courtisane. Son refus de recommencer à soigner lui fait subir aussi les reproches de son épouse et de sa fille. Pour compliquer l'histoire, sa fille et le fils du médecin sont amoureux ;  écartelés entre amour et solidarité familiale ils ne se suicideront pas comme Roméo et Juliette, mais contribueront à une réconciliation générale.

## Fiche technique
- Titre alternatif : Monsieur Leguignon, guérisseur
- Réalisation : Maurice Labro
- Scénario : Solange Térac, Pierre Ferrari, Robert Picq
- Décors : Jean Douarinou
- Photographie : Nicolas Toporkoff
- Montage : Charles Bretoneiche
- Son : Lucien Lacharmoise
- Musique : Paul Durand
- Production : Suzanne Goosens
- Société de production : Jason Films
- Société de distribution : Compagnie Européenne de Films (CEF)
- Pays de production :  France
- Format :  Noir et blanc - 1,37:1 - 35 mm - Son mono
- Genre : Comédie
- Durée : 105 minutes
- Date de sortie : 
  - France : 19 juillet 1954

## Distribution
- Yves Deniaud : Diogène Leguignon
- Jane Marken : Mme Leguignon
- Nicole Besnard : Arlette Leguignon
- Michel Roux : Jean
- André Brunot : Dr Martinet
- André Versini : Thierry Coq
- Louis Blanche : M. Coq
- Robert Burnier : le président du tribunal
- Cora Camoin : la dactylo
- Marcel Charvey : l'avocat général
- Max Dalban : l'épicier
- Paul Demange : le pharmacien
- Max Elloy : le facteur
- Luce Fabiole : la femme du bistrot
- Paul Faivre : le gardien chef
- André Gabriello : le patron du bistrot
- Anne Roudier : la femme de l'épicier
- Michèle Gérard
- Camille Guérini : un malade
- Lucien Guervil : Paul Coq
- Janine Guiraud : la nièce
- Marcel Loche
- Any Lorène : Louise
- Julien Maffre : le greffier
- Raoul Marco : le vétérinaire
- Colette Mars : Rita, la courtisane
- Maryse Martin : la cliente volubile
- Paul Mirvil : l'avocat
- Robert Moor : le notaire
- André Philip : l'inspecteur du fisc
- Alexandre Rignault : le chef du personnel
- Louisette Rousseau
- Sylvain : l'huissier
- Jean Sylvère : un habitué du bistrot
- Jimmy Urbain
- Julien Verdier : un mendiant
- Yves-Marie Maurin: le gamin casseur de pipe